# Jobst Wagner

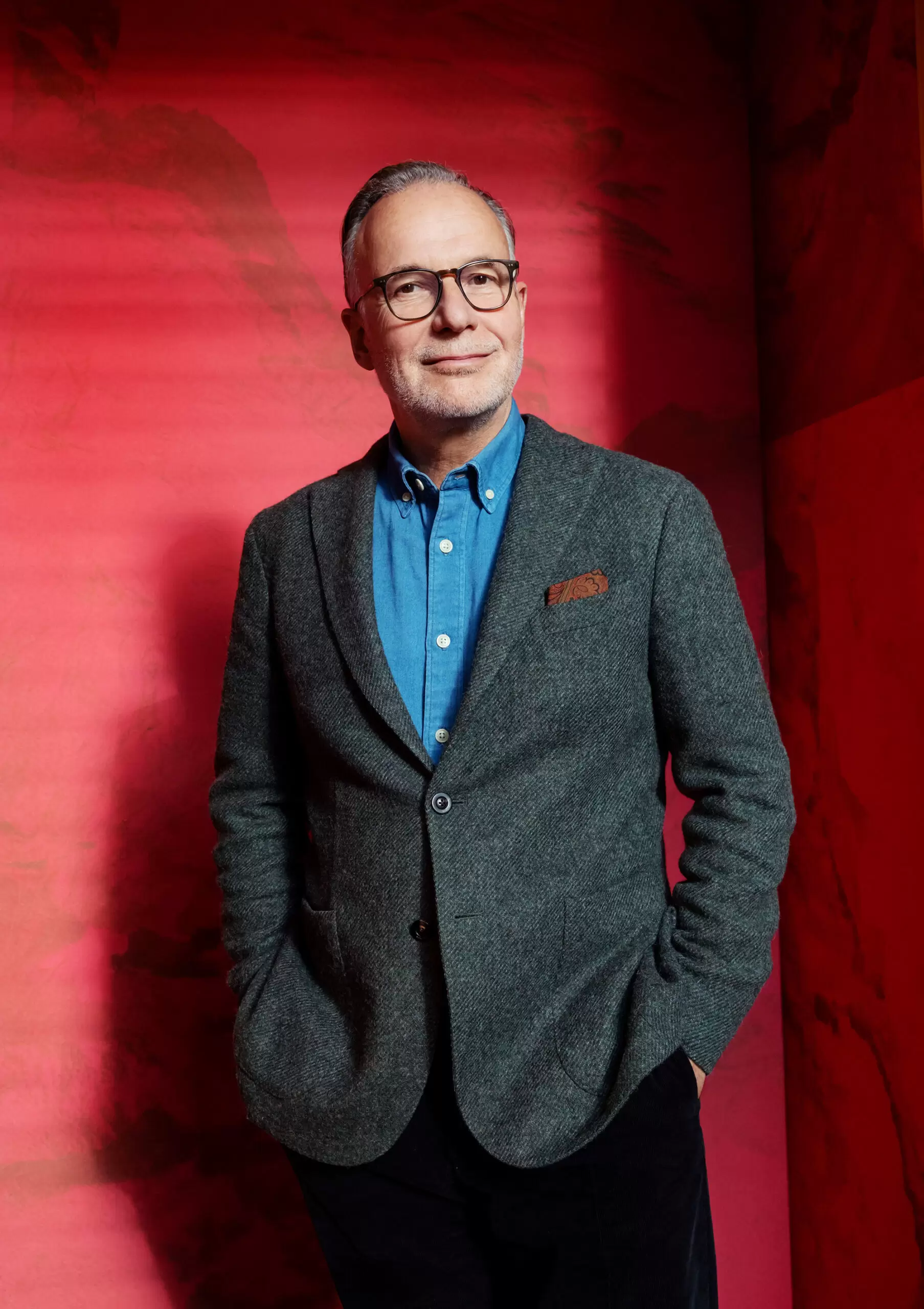
Jobst Wagner (2024)

Jobst Wagner (* 20. Februar 1959 in Rehau; heimatberechtigt in Bern) ist ein Schweizer Unternehmer und Mäzen.

## Leben
Nach dem Schulbesuch in Kanada, Deutschland und der Schweiz studierte Jobst Wagner von 1979 bis 1985 Rechtswissenschaften an der Universität Bern und schloss mit dem Lizenziat ab. Von 1986 an durchlief er unterschiedliche Stationen beim Polymerverarbeiter Rehau, der 1948 von seinem Vater Helmut Wagner im oberfränkischen Rehau gegründet worden war. Im Jahr 2000 übergab dieser die Leitung an seine beiden Söhne Jobst und Veit Wagner. Das Wirtschaftsmagazin Bilanz schätzt das Vermögen der Familie Wagner im Rahmen der Liste der 300 Reichsten in der Schweiz auf 800 bis 900 Millionen Franken.
Jobst Wagner ist passionierter Polospieler im Polo Club Bern, den er 2007 mitgegründet hat und dem er als Präsident vorsteht. Und er sammelt Schweizer Kunst von Künstlern wie Franz Gertsch, Markus Raetz, Marcel Gähler, Julia Steiner oder Mario Sala
Jobst Wagner hat vier Kinder und wohnt in Muri bei Bern.

## Unternehmer
Jobst Wagner ist Vizepräsident des Verwaltungsrats der Rehau-Gruppe, einem Konzern mit über 13.000 Mitarbeitenden an mehr als 160 Standorten weltweit.
Das traditionsreiche Familienunternehmen vereint als Systemhersteller polymerbasierter Lösungen unter einem Dach eigenständige Teilkonzerne, die in den Branchen Medtech, Bau, Industrietechnik, Mobilität und Engineered Materials rund um den Globus aktiv sind.
Wagner ist Mitbegründer der «Unternehmerinitiative Hochfranken». Ziel des Zusammenschlusses ist es, grössere Aufmerksamkeit für die Region zu schaffen, die Attraktivität zu steigern und den Kontakt zwischen Unternehmen und Bevölkerung zu intensivieren.

## Mäzenatentum und gesellschaftliches Engagement
Am Stammsitz Rehau in Oberfranken macht Wagner mit der Kunsthalle «Rehau Art» und den dort wechselnden Veranstaltungen und Ausstellungen die Kunst den Mitarbeitern und der Öffentlichkeit zugänglich. So wurden in Rehau beispielsweise Holzschnitte von Franz Gertsch ausgestellt.
Wagner unterstützt eine Vielzahl von kulturellen Einrichtungen in der Schweiz. Unter anderem ist er Präsident der Stiftung Kunsthalle Bern, Stiftungsratsmitglied des Kunstmuseums Bern und Stiftung Gegenwart sowie Beiratsmitglied der Hochschule der Künste Bern. Gemeinsam mit der «Unternehmerinitiative Hochfranken» unterstützt Wagner die Internationalen Hofer Filmtage. Zudem fördert er den Schweizer Buchpreis mit jährlich 10'000 Franken.
Wagner war Verwaltungsrat der SMH Verlag AG, die das Autorenmagazin Schweizer Monat herausgibt, in dem er auch selber schreibt. Er ist Initiator des Thinktanks StrategieDialog21. Dieser versteht sich als Dialogplattform mit Fokus auf eidgenössisch-freiheitliche Werte und daraus abgeleiteten strategischen Ansätzen und Impulsen für die Schweiz.
Zusammen mit Hansjörg Wyss gründete Wagner den Verein "Vorteil Schweiz" zur Rettung der bilateralen Verträge zwischen der Schweiz und der Europäischen Union.

## Ehrungen und Auszeichnungen
- 1999 erhielt Wagner den Preis des Handels- und Industrieverein Bern für Aktivitäten GegenwART
- Ehrenbürger von La Chapelle-Saint-Ursin
- 2018 wurde Jobst Wagner die Staatsmedaille für besondere Verdienste um die bayerische Wirtschaft überreicht.[10]